# Austrocactus spiniflorus
Austrocactus spiniflorus là một loài thực vật có hoa trong họ Cactaceae. Loài này được (Phil.) F.Ritter mô tả khoa học đầu tiên năm 1963.